# The Amazing Spider-Man and Captain America in Dr. Doom's Revenge!
The Amazing Spider-Man and Captain America in Dr. Doom's Revenge! est un jeu vidéo de combat développé par Paragon Software et sorti en 1989 sur DOS, Amiga, Amstrad CPC, Atari ST et ZX Spectrum.